# Camp de personnes déplacées de Föhrenwald

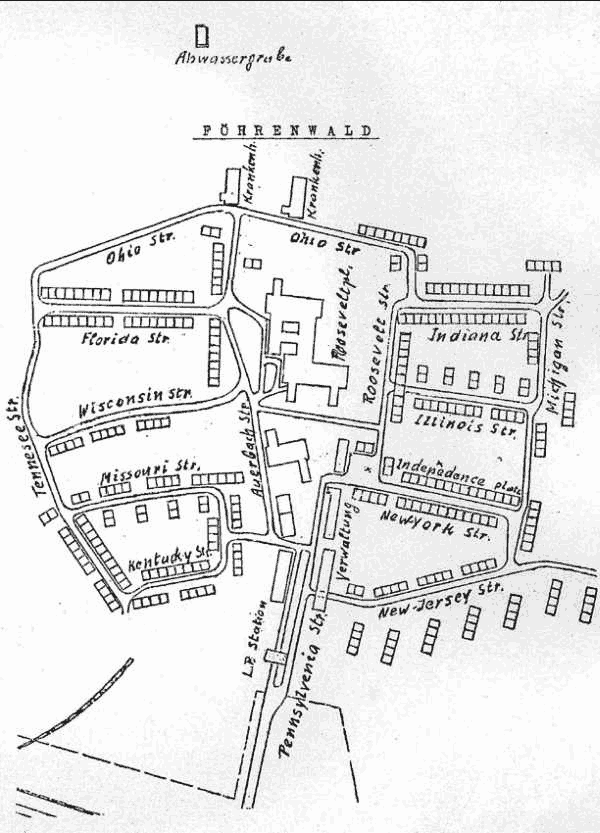
Plan du camp de Föhrenwald

Le camp de personnes déplacées Föhrenwald est l'un des plus grands camps de personnes déplacées après la Seconde Guerre mondiale, et le dernier à fermer (en 1957).
Il était situé à Wolfratshausen, en Bavière.
Les bâtiments du camp ont été construits en 1939 par IG Farben pour en faire des logements pour ses employés des usines de munitions qu'elle exploite dans les environs.
Pendant la guerre, il a été utilisé pour loger des travailleurs forcés dans ce qui était une annexe au camp de concentration de Dachau.
En juin 1945, le camp est affecté par l'administration du secteur américain en Allemagne, dans le but d'y héberger des réfugiés internationaux.
La population initiale du camp se compose de survivants aux marches de la mort et du Camp de Dachau, des juifs, des prisonniers de Yougoslavie, de Hongrie et des pays baltes.
Le 3 octobre 1945, le général Dwight D. Eisenhower ordonna que Föhrenwald devienne un camp de personnes déplacées exclusivement juives, après avoir trouvé les conditions de vie au camp Feldafing inacceptables.
Le camp est administré avec l'aide de l'Administration des Nations unies pour le secours et la reconstruction ainsi que de l'American Jewish Joint Distribution Committee. On y installe une école, une synagogue et un mikvé (bain rituel), journaux, associations, troupe de théâtre, afin qu'une vie normale après les camps puisse reprendre son cours.
L'association Sh'erit ha-Pletah (en) y milite pour faire porter la voix de tous les rescapés juifs de la Shoah.
De 1946 à 1948, Föhrenwald s'agrandit et devient le troisième plus grand camp de personnes déplacées dans le secteur américain, après ceux de Feldafing et de Landsberg.
En janvier 1946, sa population atteint 5 600 réfugiés. Beaucoup de couples s'y sont mariés et le taux de natalité en 1946 se situait à 70-80 naissances pour mille, environ le double du taux des pays en développement.
Les derniers habitants quittent le camp en février 1957 ; certains choisissent d'émigrer aux États-Unis, en Israël ou au Canada.